# Anastasija Sevastova
Anastasija Sevastova (Liepāja, 13 aprile 1990) è una tennista lettone.
In carriera si è aggiudicata quattro titoli WTA e tredici titoli ITF in singolare, mentre in doppio quattro titoli ITF. È la prima lettone di sempre a entrare tra le prime venti del ranking, precisamente piazzandosi alla 18ª posizione il 15 maggio 2017. Successivamente raggiunge il suo best ranking il 15 ottobre 2018, spingendosi fino alla posizione numero 11, eguagliando tale posizione in molte occasioni; nel doppio ha raggiunto il 56º posto il 17 dicembre 2018.
Negli Slam in singolare vanta una semifinale raggiunta agli US Open 2018. Inoltre si è spinta fino agli ottavi di finale altre tre volte: due agli Australian Open (2011 e 2019) e una all'Open di Francia (2019). In doppio ha disputato un quarto di finale agli US Open 2018.

## Carriera

### 2007-2013: primo titolo WTA e primo ritiro

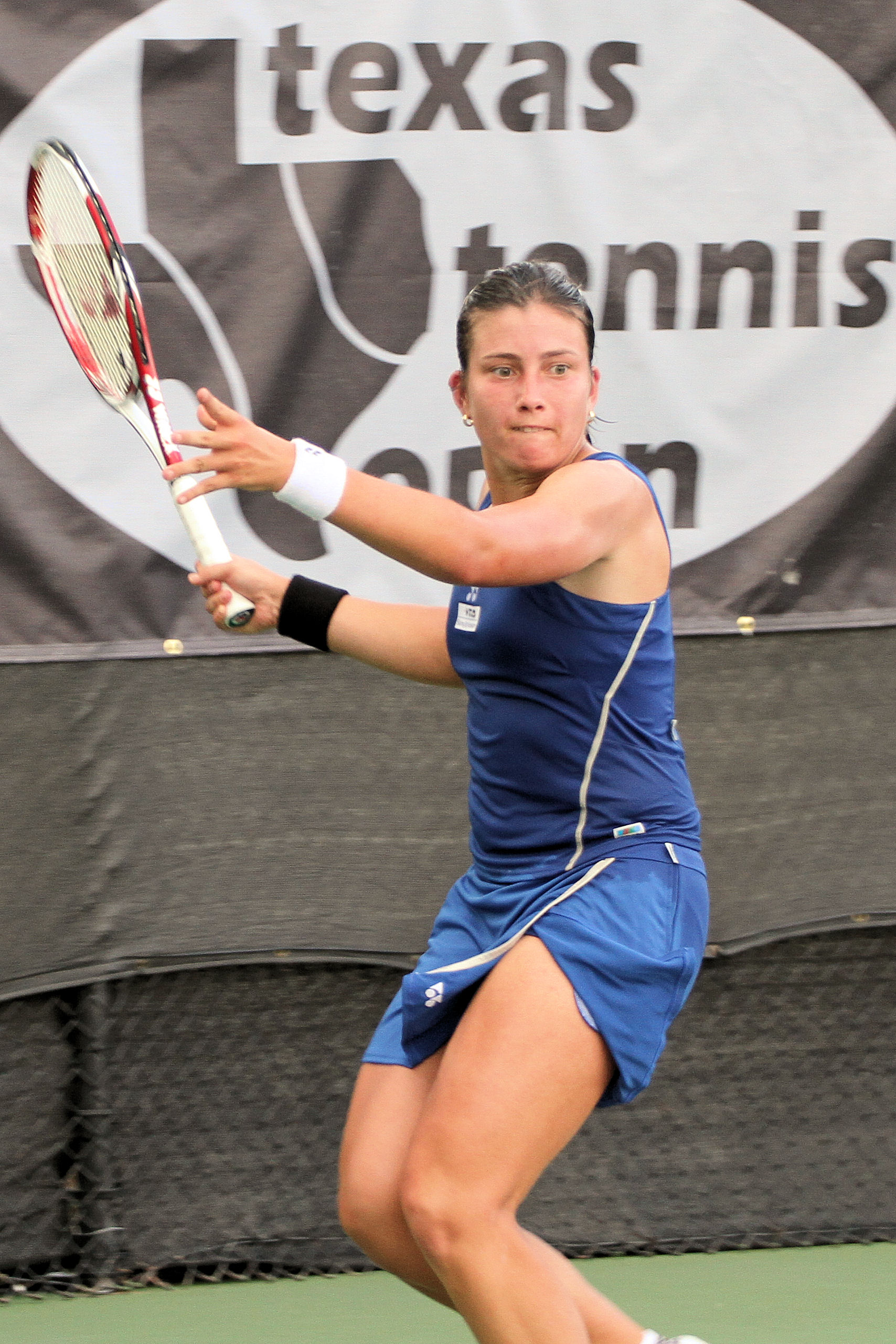
Sevastova nel 2011

Anastasija Sevastova ha fatto l'esordio in un torneo WTA nel 2007 a Istanbul.
Nel 2009 si è qualificata per gli Open di Francia, ma ha perso contro Melinda Czink per 6-3, 4-6, 1-6 nel primo turno. Nel mese di agosto si è qualificata nel tabellone principale degli US Open 2009 e ha vinto il suo primo match della carriera del Grande Slam battendo Tamarine Tanasugarn per 6-3, 7-5.
Nel marzo del 2010 Sevastova ha ottenuto la vittoria più grande della sua carriera sconfiggendo Jelena Janković nel primo turno del Monterrey Open. Ha raggiunto le semifinali, cadendo contro Anastasija Pavljučenkova in tre set.
La Sevastova ha disputato e vinto la sua prima finale WTA all'Estoril Open 2010 sconfiggendo atlete come Ágnes Szávay, Kimiko Date Krumm, Anastasija Rodionova e Peng Shuai. In finale ha battuto Arantxa Parra Santonja in due set 6-2, 7-5.
Agli Australian Open 2011 la Sevastova è stata eliminata al quarto turno dalla numero 1 del mondo Caroline Wozniacki in due set per 3-6, 4-6.
Il 12 maggio 2013, attraverso il sito della WTA, ha annunciato il suo ritiro dal tennis a causa dei suoi infortuni continui.

### 2015: Il rientro e la scalata nel ranking
Alla fine di gennaio del 2015 la tennista lettone è tornata a sorpresa alle competizioni, accettando una wild card per l'ITF egiziano di Sharm el-Sheikh da 10000 dollari. Nonostante i quasi due anni di assenza dal circuito la Sevastova si è aggiudicata subito il torneo di singolare, senza perdere un set, e anche il doppio in coppia con l'austriaca Melanie Klaffner. Dopo poco tempo ha preso parte al torneo ITF di Trnava e ha vinto il titolo battendo in finale Réka Luca Jani per 6-1 7-6. Poco dopo si impone anche nell'ITF di Ahmedabad (sconfiggendo in finale Ankita Raina) e in quello di Weisbaden (eliminando nell'ultimo atto Martincová in due set). Dopodiché giunge in finale anche a La Marsa, dove perde contro Oprandi. Con la finale raggiunta a Bursa, in Turchia, la lettone arriva alla posizione numero 201 del ranking, risultato che le permette di disputare le qualificazioni del WTA International di Bad Gastein. Anastasjia batte Xenia Knoll 6-2 6-2 e Risa Ozaki in due set, qualificandosi per il main-draw del torneo austriaco, dove tuttavia perde 6-1 al terzo contro Sam Stosur. Era dal febbraio del 2013 che Sevastova non raggiungeva il tabellone principale di un evento WTA. Poco dopo si presenta a Florianópolis, dove elimina Louisa Chirico (6-1 6-4), Verónica Cepede Royg (7-6(4) 4-6 6-4) e María Teresa Torró Flor (7-6(4) 6-4), prima di arrendersi in semifinale a Teliana Pereira in due set. A Praga è costretta al ritiro al primo turno contro Petra Cetkovská. Agli US Open esce al primo turno di qualificazioni contro la greca Maria Sakkarī. Raggiunge i quarti negli ITF francesi di Biarritz e Saint-Malo, mentre a Linz non si qualifica per il main draw. A Mosca, invece, passa le qualificazioni e nel tabellone principale coglie i quarti di finale, perdendo contro Svetlana Kuznecova. Chiude l'annata all'ITF di Nantes, uscendo di scena al secondo turno. A livello di ranking termina l'anno al numero 110 del mondo.

### 2016: primo quarto di finale slam e Top 30

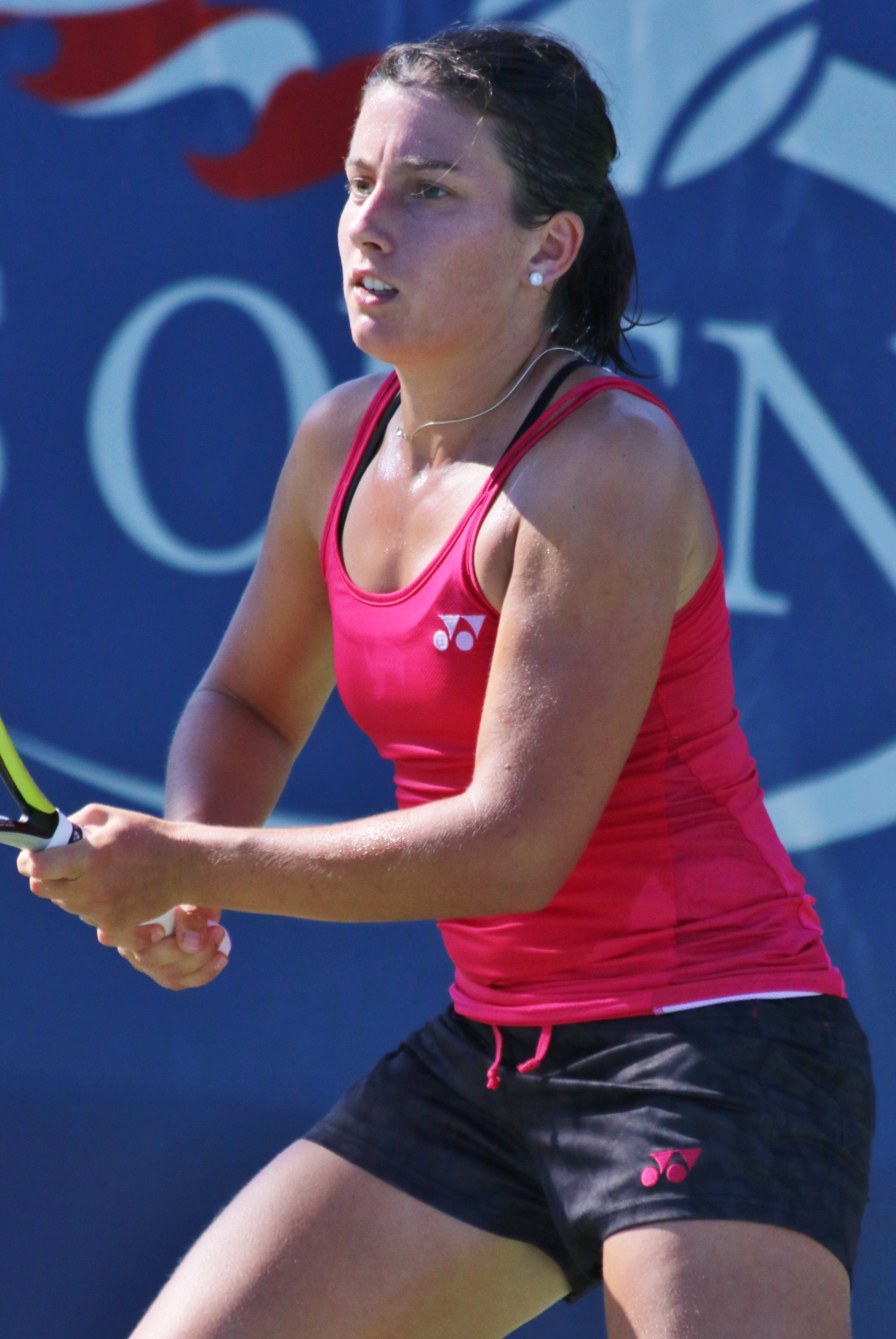
Sevastova agli US Open 2016

La lettone inizia la stagione non passando le qualificazioni a Sydney. Agli Australian Open, invece, si qualifica al torneo principale eliminando Destanee Aiava, Vera Duševina e Julia Boserup, tornando a disputare il primo turno di un Major dallo US Open 2011. Al primo turno approfitta del ritiro di Jarmila Wolfe, mentre al secondo perde contro Ana Ivanović per 6-3 6-3. A Kaohsiung la Sevastova sconfigge all'esordio Kristína Kučová in tre combattuti set, mentre al secondo turno piega per 7-5 2-6 7-5 Donna Vekić. Ai quarti viene tuttavia estromessa da Venus Williams, prima testa di serie, con lo score di 7-5 6-2. A Dubai perde subito, mentre a Doha passa le qualificazioni ma viene immediatamente battuta da Eugenie Bouchard per 5-7 6-3 7-6(4).
Non accede al tabellone principale né di Indian Wells né di Miami, mentre all'ITF di Osprey raggiunge i quarti. A Charleston esce subito di scena per mano di Jana Čepelová per 4-6 6-4 6-1.
A Istanbul batte Krunić (doppio 6-0) e Johanna Larsson (6-4 6-3) prima di essere eliminata da Kateryna Kozlova in due set. A Rabat la Krunić vendica la sconfitta patita in Turchia, vincendo al primo turno per 6-3 6-2. Nell'ITF di Trnava riesce ad arrivare fino alla finale, quando viene estromessa da Kateřina Siniaková. Al Roland Garros la sua avventura termina al secondo turno, quando Karin Knapp la batte 6-3 6-4.
Nella stagione sull'erba ottiene una sconfitta all'esordio a Nottingham per mano di Karolína Plíšková in tre set. La settimana successiva disputa il torneo di Maiorca, dove raggiunge sorprendentemente la finale battendo in sequenza Stefanie Vögele (6-0 6-2), Eugenie Bouchard, Mariana Duque Mariño (6-4 3-6 6-3) e Jelena Janković (4-6 6-1 6-2) prima di venire eliminata in finale da Caroline Garcia per 6-3 6-4. Sevastova si presenta poi all'appuntamento più importante sull'erba, il torneo di Wimbledon. La sua avventura si interrompe immediatamente, sconfitta in due set da Francesca Schiavone.
A Bucarest batte Elena-Gabriela Ruse (6-3 6-4), Patricia Maria Tig (duplice 6-2), Sara Errani (seconda testa di serie) e Laura Siegemund (6-3 6-2), approdando alla seconda finale dell'anno e la terza in carriera. Nell'ultimo atto viene annichilita da Simona Halep, che si impone con un doppio 6-0. Partecipa agli US Open dove al primo turno elimina Anna Karolína Schmiedlová con un perentorio 6-3. Al secondo turno vince, a sorpresa, contro Garbiñe Muguruza, numero 3 del mondo, per 7-5 6-4, mentre al terzo turno si impone in due set su Kateryna Bondarenko. Al quarto turno estromette Johanna Konta (13º testa di serie) per 6-4 7-5, raggiungendo per la prima volta in carriera i quarti di finale in uno slam. Ai quarti di finale viene demolita da Caroline Wozniacki, che concede alla lettone la miseria di due game, anche se Anastasija ha subito un infortunio alla caviglia all'inizio del match contro la danese. Grazie a questo risultato, Sevastova si riporta in top-40 e si spinge fino alla 35ª posizione, ritoccando il suo best-ranking.
A Tokyo supera al primo turno Kateryna Bondarenko in tre set prima di cedere al secondo alla Muguruza, che si prende la rivincita sulla lettone con un doppio 6-3. A Wuhan è costretta al ritiro contro Julija Putinceva. Nonostante questo entra per la prima volta in carriera nella top-30, occupando la trentesima posizione. Gioca anche a Pechino, dove viene spazzata via da Johanna Konta (6-1 6-1). Dopo un primo turno a Linz chiude la stagione a Mosca, dove perde subito per mano della qualificata Anna Blinkova con lo score di 4-6 6-1 7-6(10).
La lettone termina dunque l'anno alla posizione numero 31, facendo rilevare un notevole miglioramento rispetto all'anno passato.

### 2017: secondo titolo WTA e Top 15

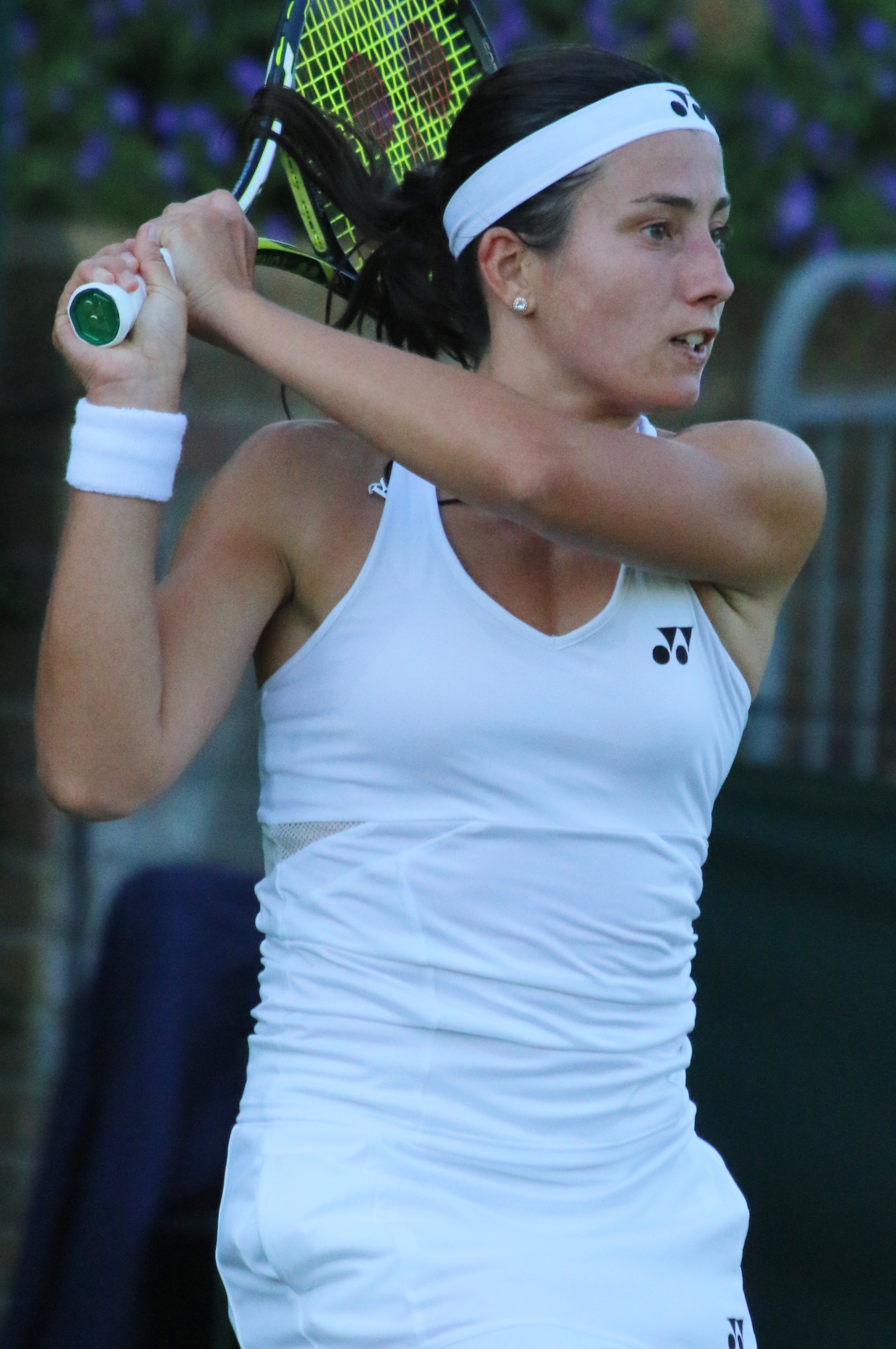
Sevastova a Wimbledon 2017

Anastasija apre il proprio anno nel WTA di Shenzhen dove, da sesta testa di serie, viene subito eliminata in tre set da Kristýna Plíšková. Anche a Hobart, da testa di serie numero due, esce al primo turno per mano di Shelby Rogers. Agli Australian Open, approfitta al primo turno del ritiro di Nao Hibino, al secondo batte Kristína Kučová ma si arrende poi in due set a Garbiñe Muguruza. Torna in campo a Taipei, dove viene eliminata da Lucie Šafářová, in due set, al secondo turno. Esce all'esordio a Doha, sconfitta da Samantha Stosur. La settimana seguente a Dubai batte Begu, Riske, Peng e Wang raggiungendo così la prima semifinale stagionale, dove viene però sconfitta da Caroline Wozniacki. Sul cemento americano viene sconfitta all'esordio sia a Indian Wells che a Miami.
Inizia la stagione su terra a Charleston, raggiungendo i quarti di finale, nei quali viene sconfitta da Laura Siegemund. Raggiunge poi i quarti anche a Stoccarda, battendo al primo turno Stosur e al secondo Konta prima di arrendersi a Simona Halep. Torna in campo a Madrid, dove raggiunge per la prima volta le semifinali, battendo tra le altre Karolína Plíšková al secondo turno. Questo risultato le permette di migliorare il suo best ranking, issandosi fino alla diciottesima posizione mondiale. A Roma batte Begu al primo turno, ma viene poi estromessa da Anastasija Pavljučenkova. Al Roland Garros batte agilmente al primo turno Annika Beck e al secondo Eugenie Bouchard, prima di cedere con un doppio 6-1 a Petra Martić.
Torna in campo a Nottingham perdendo al primo turno in tre set contro Christina McHale. La settimana seguente all'international di Maiorca conquista il secondo titolo in carriera. Batte in tre set al primo turno Elise Mertens, al secondo Varvara Lepchenko e nei quarti Ana Konjuh. In semifinale affronta la detentrice del torneo Caroline Garcia battendola in due set e raggiungendo la finale per il secondo anno consecutivo; questa volta riesce a conquistare il titolo battendo Julia Görges con il punteggio di 6-4, 3-6, 6-3. Grazie ai punti ottenuti entra per la prima volta tra le Top 20, prima lettone di sempre a riuscirsi. Prende parte a Wimbledon dove, dopo avere superato Julija Putinceva per 6-1 7-6, viene sconfitta a sorpresa da Heather Watson, che si impone per 0-6 4-6. In seguito raggiunge i quarti di finale a Bucarest e in Svezia, perdendo rispettivamente contro Ana Bogdan per 1-6 3-6 e Kateřina Siniaková per 3-6 7-5 5-7. A Montreal si impone su Lauren Davis in tre set, prima di cedere contro la giovane promessa del tennis Naomi Ōsaka (3-6 4-6). Nel torneo di Cincinnati supera Peng Shuai e Roberta Vinci, per poi venire sconfitta dalla numero due del mondo, Simona Halep, per 4-6 3-6. Agli US Open raggiunge per la prima volta un quarto di finale Slam battendo in ordine Carina Witthöft per 7-5 6-1, Kateryna Kozlova per 6-4 6-4, Donna Vekić per 6-2 6-3 e Marija Šarapova per 5-7 6-4 6-2. Nei quarti viene sconfitta dalla futura campionessa, Sloane Stephens, per 3-6 6-3 6-7. Inizia la stagione asiatica vengono sconfitta al primo turno a Wuhan, Pechino e Mosca da Ekaterina Makarova, Marija Šarapova e Irina-Camelia Begu. Nonostante questi risultati raggiunge la quindicesima posizione, suo best ranking. A Zhuhai, nel torneo per le tenniste con il ranking tra il nono e il ventesimo, raggiunge la semifinale imponendosi su Sloane Stephens per 7-5 6-3 e su Barbora Strýcová per 6-3 6-4; viene sconfitta da Julia Görges con un doppio 3-6.
Termina l'anno come 16ª tennista del ranking.

### 2018, l'anno migliore: semifinale agli US Open, terzo titolo WTA e permanenza nella Top 15

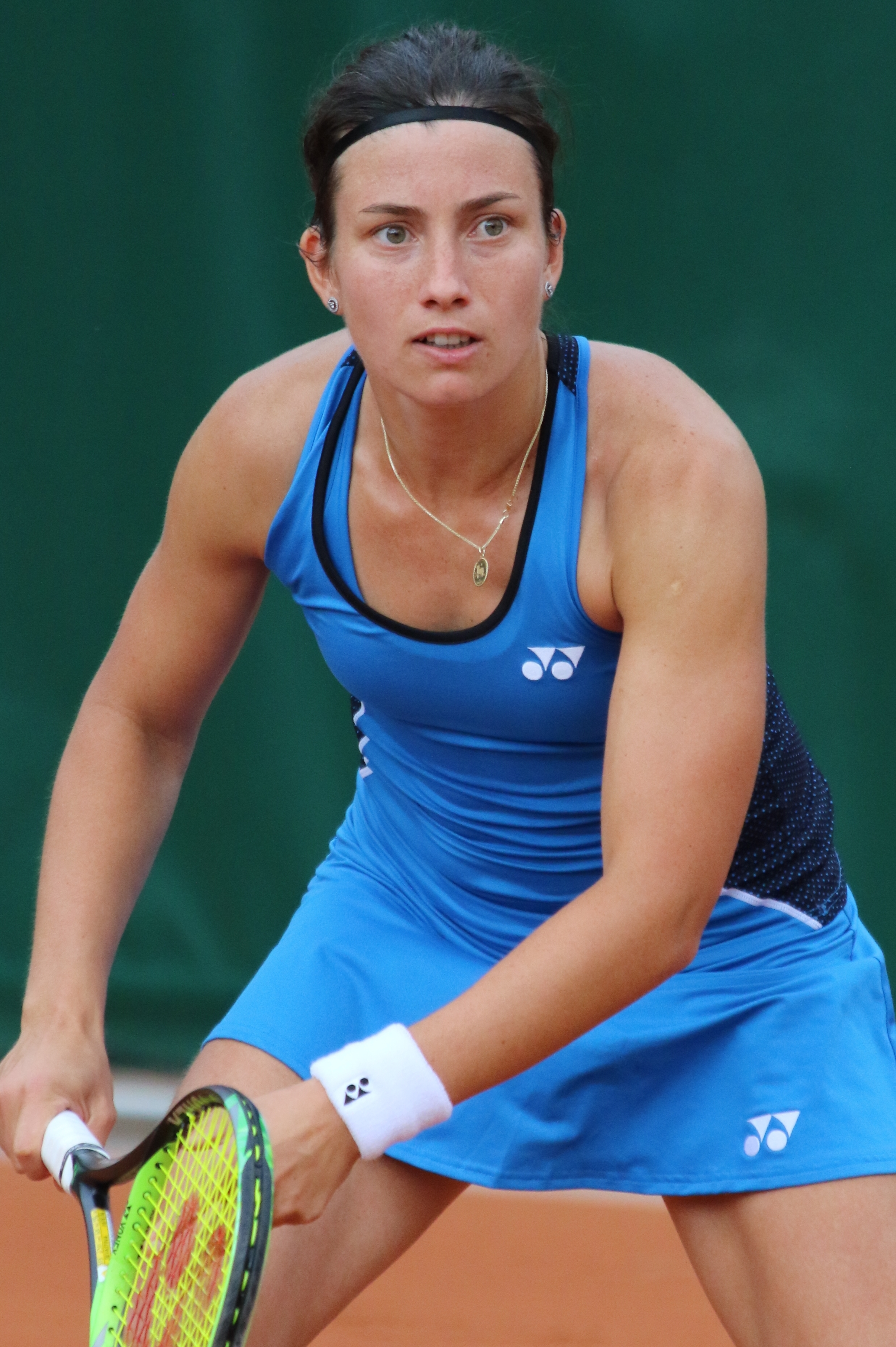
Sevastova all'Open di Francia 2018

Apre la nuova stagione disputando la semifinale a Brisbane sbarazzandosi di Samantha Stosur, Sorana Cîrstea e Aleksandra Krunić; viene poi sconfitta da Aljaksandra Sasnovič per 6-7 4-6. A Sydney esce di scena al primo turno per mano di Dominika Cibulková, che si impone in due set. Nel primo Slam stagionale, l'Australian Open, viene sconfitta da Marija Šarapova per 1-6 6-7, dopo avere rimontato nel primo turno Varvara Lepchenko. In Qatar si impone su Donna Vekić per 6-3 6-4 e su Naomi Ōsaka per 6-4 6-1, prima di venire sconfitta dalla n°2 del mondo, Simona Halep, per 4-6 3-6. A Dubai esce di scena precocemente venendo rimontata da Ekaterina Makarova per 6-3 6-7 3-6. Agli Indian Wells raggiunge gli ottavi, dove viene eliminata da Venus Williams in due set. A Miami viene rimontata nel secondo turno da Viktoryja Azaranka. Raggiunge la seconda semifinale stagionale a Charleston. Nel corso del torneo si sbarazza di Caroline Dolehide per 7-5 6-7 6-1, Ashleigh Barty per 6-3 6-4 e Kristýna Plíšková per 6-4 6-0; viene successivamente eliminata da Julia Görges per 6-7 3-6. A Madrid viene eliminata nel secondo turno da Kiki Bertens, che si impone per 1-6 4-6. Agli Internazionali d'Italia si spinge fino agli ottavi di finale usufruendo del ritiro di Kristina Mladenovic sul punteggio di 6-3 3-0 e sconfiggendo Aleksandra Krunić con un doppio 6-4, prima di venire sconfitta da Caroline Wozniacki per 2-6 7-5 3-6. Nel Roland Garros viene rimontata all'esordio da Mariana Duque Mariño.
Nel torneo di Maiorca raggiunge nuovamente la finale, ma senza riuscire a difendere il titolo venendo ostacolata da Tatjana Maria, che prevale per 4-6 5-7. Durante il torneo estromette Svetlana Kuznecova, Antonia Lottner, Ajla Tomljanović e Samantha Stosur. Nel torneo di Eastbourne si impone per 6-3 6-4 sulla Dart, prima di venire eliminata da Dar'ja Kasatkina con un doppio 4-6. A Wimbledon viene sorpresa da Camila Giorgi con il punteggio di 1-6 6-2 4-6. Nel torneo di Bucarest vince il suo terzo titolo in carriera. Nella corsa al titolo sconfigge Dalila Jakupovič per 4-6 6-2 7-6, Arantxa Rus per 6-1 7-5, Sorana Cîrstea per 3-6 6-3 6-2, Polona Hercog (che si ritirerà sul 6-1 per la lettone) e, in finale, Petra Martić per 7-6 6-2. Nel neonato torneo di Mosca elimina in tre set Pauline Parmentier e Irina Maria Bara, mentre è costretta la ritiro nei quarti di finale contro Aljaksandra Sasnovič senza scendere in campo. Nel torneo di Toronto raggiunge i quarti di finale, dove viene sconfitta con un doppio 2-6 da Sloane Stephens, numero tre del mondo. Precedentemente aveva sconfitto Aleksandra Krunić, lasciandole un solo game; Mónica Puig per 4-6 7-6 6-1, dopo avere salvato due match point nel tie-break; e Julia Görges, numero dieci del mondo, per 6-3 7-6. Nel torneo di Cincinnati viene sconfitta all'esordio da Camila Giorgi per 2-6 3-6.
Raggiunge la sua prima semifinale Slam agli US Open. Qui elimina in ordine Donna Vekić per 6-2 2-6 6-3; Claire Liu per 6-3 6-1; Ekaterina Makarova per 4-6 6-1 6-2; Elina Svitolina, numero sette del mondo, per 6-3 1-6 6-0; e Sloane Stephens, numero tre del mondo e campionessa in carica, per 6-2 6-3. Tuttavia in semifinale viene sconfitta nettamente da Serena Williams, la quale le lascia solo tre game. Nel torneo di Wuhan viene eliminata all'esordio da Anastasija Pavljučenkova per 2-6 3-6. A Pechino raggiunge la seconda finale stagionale, che la vede opposta alla ritrovata Caroline Wozniacki, n°2 del mondo. Durante il torneo ha sconfitto Alizé Cornet per 6-4 6-2; Madison Keys, la quale si ritira senza disputare il match; Donna Vekić per 6-3 6-2; Dominika Cibulková per 6-3 7-6; e Naomi Ōsaka, n°8 del mondo, per 6-4 6-4. In finale viene sconfitta dalla numero 2 del mondo Caroline Wozniacki con un doppio 6-3. Nel torneo di Mosca supera in tre set Magdaléna Rybáriková, Julija Putinceva e Vera Zvonarëva, per poi venire sconfitta a sorpresa da Ons Jabeur per 3-6 6-3 3-6. Per quanto riguarda il ranking sale all'undicesima posizione, suo best ranking. Prende parte al torneo secondario al Masters femminile di fine anno, dove non va oltre ai gironi.
Termina la stagione come dodicesima tennista del mondo.

### 2019: quarto titolo WTA, a ridosso della Top 10, quarti di finale Slam agli Australian Open e al Roland Garros

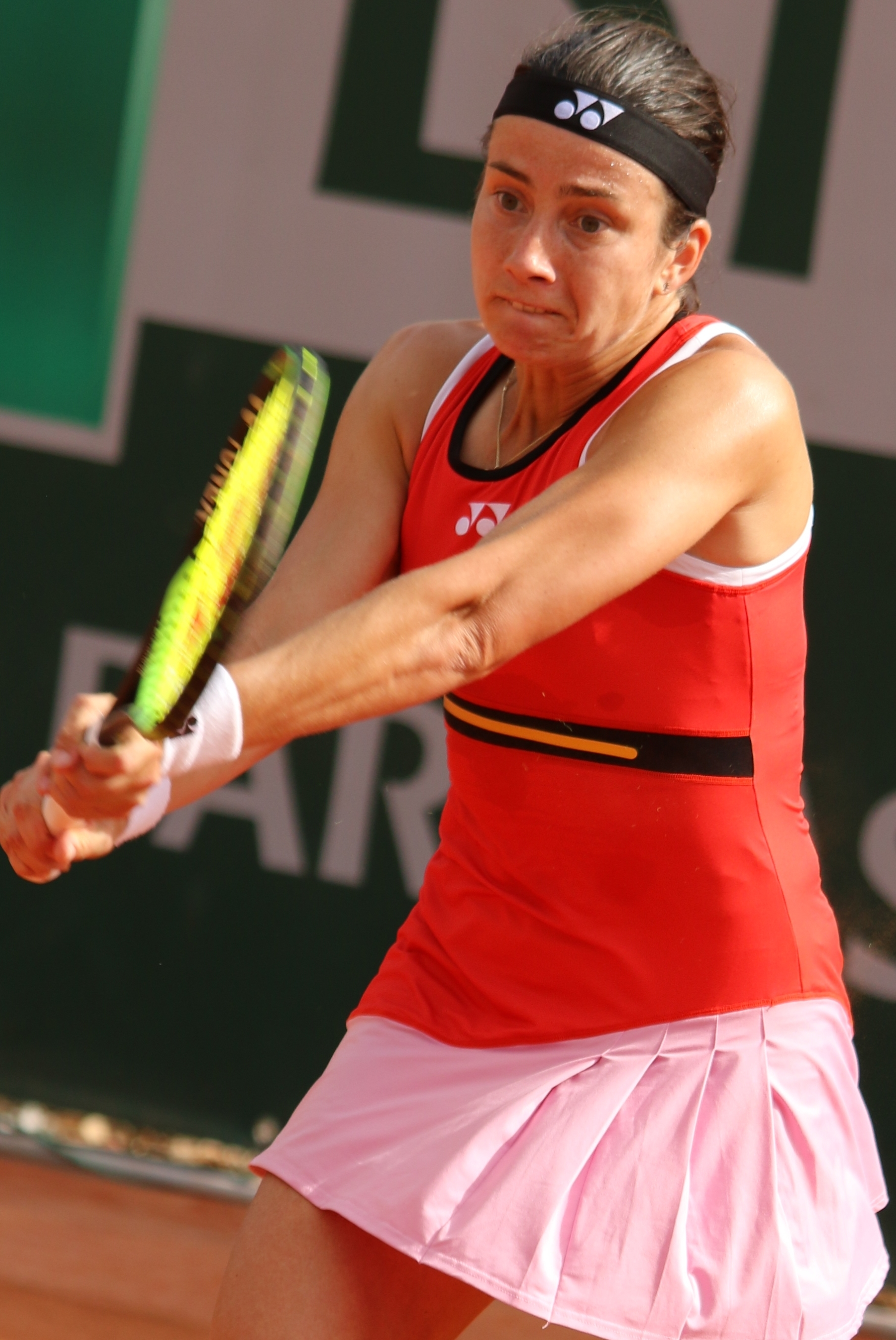
Anastasija Sevastova all'Open di Francia 2019, edizione in cui ha raggiunto i primi ottavi di finale a Parigi

Inizia l'anno partecipando al torneo di Brisbane dove, dopo avere eliminato facilmente Dar'ja Gavrilova e Harriet Dart, viene rimontata da Naomi Ōsaka, numero due del mondo, per 3-6 6-0 6-4. Successivamente, a Sydney, viene estromessa all'esordio da Timea Bacsinszky, che ha la meglio per 6-7 6-4 6-4. Agli Australian Open raggiunge per la seconda volta gli ottavi di finale a distanza di otto anni dall'ultima volta. Qui, dopo avere eliminato Mona Barthel per 6-3 6-1, Bianca Andreescu per 6-3 3-6 6-2 e Wang Qiang per 6-3 6-3, è costretta a cedere nuovamente in rimonta alla Osaka, futura campionessa. Nei tornei del Qatar e Dubai esce di scena al primo turno, sconfitta in due set da Anna Blinkova e da Hsieh Su-wei.
Sul suolo americano elimina agli Indian Wells Madison Brengle per 6-3 6-4, per poi ritirarsi sul 0-5 in favore di Anett Kontaveit. Non fa meglio nemmeno a Miami, dove supera con difficoltà Kateřina Siniaková (6-2 0-6 6-4) prima di subire la vendetta di Julija Putinceva. Nel torneo di Charleston viene eliminata al primo turno dalla tennista di casa Jessica Pegula, che si impone per 6-4 6-2.
Ritorna in Europa, dove raggiunge i quarti di finale a Stoccarda. Qui ha la meglio sulla connazionale Jeļena Ostapenko per 6-2 4-6 6-0 e su Laura Siegemund per 6-4 6-3, per poi cedere alla numero tre del ranking Petra Kvitová (6-2 2-6 3-6). A Praga non va oltre il primo turno, rimontata da Anastasija Potapova per 2-6 6-3 6-2. Prende parte al Premier Mandatory di Madrid, dove si impone su Kirsten Flipkens per 0-6 6-3 6-2 e su Mihaela Buzărnescu per 6-3 6-4, ma viene fermata dalla futura campionessa Kiki Bertens, settima potenza del ranking, la quale le lascia solamente tre game. In seguito, sulla terra battuta di Roma, esce di scena all'esordio per mano di Belinda Bencic in rimonta. Tuttavia al Roland Garros raggiunge per la prima volta gli ottavi di finale. Qui, dopo avere eliminato senza problemi Luksika Kumkhum (6-1 6-4) e Mandy Minella (6-2 6-4), si aggiudica il braccio di ferro con Elise Mertens per 6-7 6-4 11-9. Nonostante ciò viene poi spazzata via dalla giovane Markéta Vondroušová, futura finalista, che le lascia appena due game.
Si riprende a Maiorca raggiungeno la semifinale, sconfitta dalla futura vincitrice Sofia Kenin per 4-6 6-4 2-6. A Wimbledon sconfigge Kristie Ahn per 6-3 6-4, ma viene sconfitta in rimonta da Danielle Collins per 4-6 6-4 6-3. Nel torneo di Bucarest estromette con difficoltà Ana Bogdan (5-7 7-6 7-5), per poi venire eliminata da Patricia Maria Tig per 2-6 5-7. In tal modo non riesce a difendere i punti della conquista del titolo acquisiti l'anno precedente. Si aggiudica il quarto titolo WTA in carriera in casa, il Baltic Open. Durante la corsa al titolo si impone su Varvara Flink per 6-2 6-1, Dalila Jakupovič per 6-7 6-2 6-4, Irina Maria Bara per 7-6 6-2, Anastasija Potapova per 6-4 6-2 e, in finale, Katarzyna Kawa per 3-6 7-5 6-4. Per quanto riguarda la classifica, ritorna all'11ª posizione.
Successivamente per la lettone inizia un periodo negativo avaro di successi. Infatti viene sconfitta al primo turno sia a Toronto che a Cincinnati, rispettivamente da Zhang Shuai, che ha la meglio per 7–6(5) 6-2, e da Svetlana Kuznecova, futura finalista, che si aggiudica il braccio di ferro per 7–6(3) 6(4)–7 6-4. Si presenta agli US Open, dove deve difendere i punti della semifinale dell'anno precedente, ma viene fermata al terzo turno da Petra Martić.
Nemmeno lo swing asiatico le porta fortuna. Difatti la Sevastova perde all'esordio in rimonta a Wuhan contro Christina McHale (6-4 3-6 3-6) e a Pechino, dove ha disputato la finale l'anno precedente, contro Elina Svitolina (7–6(4) 1-6 4-6).
Gioca l'ultimo torneo del 2019 a Mosca, nella Kremlin Cup, dove batte al primo turno Aliaksandra Sasnovich in due set prima di venire sconfitta da Kristina Mladenovic per 5-7 6-3 3-6. Chiude l'anno al numero 27 del mondo, in peggioramento di quindici posizioni.

### 2020
Sevastova inizia il 2020 con tre sconfitte consecutive all'esordio: a Brisbane, dove viene eliminata da Kenin per 6(1)-7 4-6, ad Adelaide, battuta in tre set da Donna Vekić e all'Australian Open, estromessa da Ajla Tomljanović con un doppio 6-1. Ottiene la prima vittoria dell'anno in Fed Cup, battendo a sorpresa Serena Williams per 7-6(5) 3-6 7-6(4). Nonostante la sua vittoria la Lettonia perde comunque il tie con gli USA per 3-2 (complice anche la sconfitta di Sevastova con Kenin). Prosegue il momento negativo per Sevastova, che esce di scena subito sia a Dubai (contro Vondroušová) sia a Doha (contro Kontaveit).
Dopo la pausa forzata dovuta alla pandemia di COVID-19 riprende a giocare sulla terra di Praga. Nonostante sia accreditata della testa di serie numero 9 perde subito contro la rumena Irina-Camelia Begu per 2-6 2-6. Si trasferisce a New York, dove si gioca sia il Western & Southern Open (in via straordinaria) che lo US Open. Nel primo torneo viene battuta subito da Mladenovic mentre nello slam americano centra la prima vittoria ufficiale nel circuito contro l'idolo di casa Cori Gauff (6-3 5-7 6-4). Al secondo turno, tuttavia, viene sconfitta da Marta Kostjuk in due set.
Ritorna sulla terra rossa europea a Roma, dove viene sorpresa all'esordio dalla wild card di casa Jasmine Paolini, che la batte per 6-2 6-3.
Termina l'anno al n°54 del mondo: non chiudeva così in basso nel ranking dal 2015.

### 2021
Sevastova inizia l'anno al WTA 500 di Abu Dhabi, dove cede all'esordio a Paula Badosa Gibert (2-6 7-5 2-6). Allo Yarra Valley Classic di Melbourne la lettone centra il primo successo annuale contro Madison Brengle (6-4 6-2); al secondo turno si arrende ad Anastasija Pavljučenkova in due set. Agli Australian Open perde subito contro Kaia Kanepi. Dopo una sconfitta immediata al Phillip island Trophy, Anastasija partecipa all'Adelaide International, con il quale chiude la sua trasferta oceanica: la lettone si impone agevolmente su Garcia (6-2 6-4) e McHale (6-4 6-1); ai quarti, viene fermata da Jil Teichmann al termine di una battaglia di 3 ore in cui Anastasija non sfrutta 2 match point nel terzo parziale (4-6 7-6(8) 5-7). A Dubai, viene fermata dalla n°2 del seeding Karolína Plíšková in tre set. A Miami, vince al tie-break del terzo contro Danilović per poi rimontare un set di svantaggio a Coco Gauff (1-6 6-2 6-3). Al terzo turno, approfitta del walk-over di Simona Halep mentre agli ottavi estromette Ana Konjuh. Approda così ai quarti di finale per la prima volta in carriera nel torneo americano: nella circostanza, si arrende a Elina Svitolina (3-6 2-6). A Charleston, inaugura la stagione su terra: dopo la comoda vittoria su Potapova (6-3 6-3), cede in tre parziali a Caty McNally. A Madrid è costretta invece a passare dal tabellone di qualificazione: passa i due turni preliminari battendo Pironkova (3-6 6-4 6-3) e Kostyuk (6-1 7-5); nel tabellone principale, Sevastova elimina Ana Bogdan (6-0 6-3) ed estromette Johanna Konta (testa di serie n°15) in due set, spingendosi agli ottavi di finale, dove si arrende alla sorpresa del torneo Paula Badosa (7-6(0) 6(3)-7 0-6). A Roma, si prende la rivincita su Teichmann (3-6 6-1 6-3) prima di essere sconfitta nuovamente da Karolína Plíšková. Al Roland Garros esce di scena subito contro Jennifer Brady, testa di serie n°13. A Eastbourne, la lettone dà avvio alla stagione su erba: non passa le qualificazioni, perdendo al turno decisivo da Christina McHale. Viene ripescata nel main-draw come lucky-loser: al primo turno, elimina Marta Kostyuk in tre set, approdando al secondo turno. Nella circostanza, sconfigge l'americana Coco Gauff in rimonta (4-6 7-5 6-2), trovando i quarti di finale per la terza volta in stagione. Come nelle precedenti due occasioni del 2021, anche in questo caso Anastasija non riesce a spingersi in semifinale, fermata da Elena Rybakina in tre set (6-2 6(7)-7 6(5)-7) dopo non aver approfittato di due match point nel tie-break del secondo parziale. A Wimbledon, la lettone supera Zarina Dijas (6-4 6-1) e Marta Kostjuk (1-6 6-4 6-3), approdando al terzo turno per la prima volta in carriera; nella circostanza, cede a Barbora Krejčíková in tre set. Partecipa in seguito al torneo olimpico di Tokyo, dove si arrende subito a Fiona Ferro (6-2 4-6 2-6). Il finale di stagione su cemento non regala alcun sussulto a Sevastova, che ottiene come miglior risultato il secondo turno a Indian Wells, sconfitta da Jabeur (2-6 7-6(5) 3-6). Termina l'anno al n°70 del mondo.

### 2022-2023: pausa dal tennis, maternità e rientro
La lettone inizia la stagione al Melbourne Summer Set II, dove estromette Garcia con un doppio 6-4 prima di capitolare contro l'americana Li. All'Australian Open, perde all'esordio contro Magda Linette.
A inizio febbraio annuncia la sospensione della sua carriera per far fronte a problemi fisici alla spalla destra e altri che non ha voluto menzionare, senza definire una data per il rientro: "Voglio tornare solo quando mi sentirò al 100%", afferma.
Rientra dopo anche una maternità a fine 2023 nei tornei WTA 125 dove ben figura con due terzi turni persi ad Andorra contro la futura vincitrice del torneo Bassols, e a Limoges contro la finalista del torneo Elsa Jacquemot.

### 2024: infortunio
Nel 2024 ritorna in campo direttamente a febbraio raccogliendo altri due terzi turni nei tornei di Cluj- Napoca e nel successivo torneo di Austin, dove è costretta al ritiro per un infortunio al ginocchio.

## Statistiche WTA

### Singolare

#### Vittorie (4)
| Legenda               |
| --------------------- |
| Grande Slam (0)       |
| Ori Olimpici (0)      |
| WTA Finals (0)        |
| Premier Mandatory (0) |
| Premier 5 (0)         |
| Premier (0)           |
| International (4)     |

| N. | Data           | Torneo                  | Superficie  | Avversaria in finale   | Punteggio     |
| 1. | 8 maggio 2010  | Estoril Open, Estoril   | Terra rossa | Arantxa Parra Santonja | 6-2, 7-5      |
| 2. | 25 giugno 2017 | Mallorca Open, Maiorca  | Erba        | Julia Görges           | 6-4, 3-6, 6-3 |
| 3. | 22 luglio 2018 | Bucarest Open, Bucarest | Terra rossa | Petra Martić           | 7-6(4), 6-2   |
| 4. | 28 luglio 2019 | Baltic Open, Jūrmala    | Terra rossa | Katarzyna Kawa         | 3-6, 7-5, 6-4 |

#### Sconfitte (4)
| Legenda               |
| --------------------- |
| Grande Slam (0)       |
| Argenti Olimpici (0)  |
| WTA Finals (0)        |
| Premier Mandatory (1) |
| Premier 5 (0)         |
| Premier (0)           |
| International (3)     |

| N. | Data           | Torneo                     | Superficie  | Avversaria in finale | Punteggio |
| 1. | 19 giugno 2016 | Mallorca Open, Maiorca     | Erba        | Caroline Garcia      | 3-6, 4-6  |
| 2. | 17 luglio 2016 | Bucarest Open, Bucarest    | Terra rossa | Simona Halep         | 0-6, 0-6  |
| 3. | 24 giugno 2018 | Mallorca Open, Maiorca (2) | Erba        | Tatjana Maria        | 4-6, 5-7  |
| 4. | 7 ottobre 2018 | China Open, Pechino        | Cemento     | Caroline Wozniacki   | 3-6, 3-6  |

### Doppio

#### Sconfitte (1)
| Legenda               |
| --------------------- |
| Grande Slam (0)       |
| Argenti Olimpici (0)  |
| WTA Finals (0)        |
| Premier Mandatory (0) |
| Premier 5 (0)         |
| Premier (0)           |
| International (1)     |

| N. | Data           | Torneo                 | Superficie | Compagna        | Avversarie in finale         | Punteggio |
| 1. | 25 giugno 2017 | Mallorca Open, Maiorca | Erba       | Jelena Janković | Chan Yung-jan Martina Hingis | w/o       |

## Statistiche ITF

### Singolare

#### Vittorie (13)
| Torneo $100.000 (1) |
| Torneo $80.000 (0)  |
| Torneo $75.000 (0)  |
| Torneo $60.000 (0)  |
| Torneo $50.000 (1)  |
| Torneo $25.000 (7)  |
| Torneo $15.000 (0)  |
| Torneo $10.000 (4)  |

| N.  | Data             | Torneo                                                      | Superficie  | Avversaria in finale    | Score         |
| 1.  | 6 agosto 2006    | Knoll Open, Bad Saulgau                                     | Terra rossa | Josipa Bek              | 6-1, 6-0      |
| 2.  | 20 agosto 2006   | Zentiva Open, Bratislava                                    | Terra rossa | Klaudia Malenovská      | 4-6, 6-0, 6-3 |
| 3.  | 22 marzo 2008    | ITF Women's Circuit Noida, Noida                            | Cemento     | Sunitha Rao             | 6-2, 6-1      |
| 4.  | 1º giugno 2008   | Torneo Internazionale Femminile Città Di Galatina, Galatina | Terra rossa | Estrella Cabeza Candela | 6-4, 6-4      |
| 5.  | 27 luglio 2008   | Open GDF SUEZ des Contamines-Montjoie, Les Contamines       | Cemento     | Agustina Lepore         | 6-4, 3-6, 6-3 |
| 6.  | 29 marzo 2009    | Open Isla Bonita, La Palma                                  | Cemento     | Kristína Kučová         | 4-6, 6-1, 6-1 |
| 7.  | 3 maggio 2009    | Soweto Open, Johannesburg                                   | Cemento     | Eva Hrdinová            | 6-2, 6-2      |
| 8.  | 15 luglio 2012   | Zwevegem Ladies Open, Zwevegem                              | Cemento (i) | Çağla Büyükakçay        | 6-0, 6-3      |
| 9.  | 5 agosto 2012    | Empire Trnava Cup, Trnava                                   | Terra rossa | Ana Savić               | w/o           |
| 10. | 1º febbraio 2015 | Jolie Ville Golf Women's, Sharm El Sheikh                   | Cemento     | Yuuki Tanaka            | 7-5, 6-3      |
| 11. | 15 febbraio 2015 | ITF Women's Circuit Trnava, Trnava                          | Cemento (i) | Réka Luca Jani          | 6-1, 7-6(3)   |
| 12. | 11 aprile 2015   | Ahmedabad Classic, Ahmedabad                                | Cemento     | Ankita Raina            | 6-4, 7-6(5)   |
| 13. | 3 maggio 2015    | Wiesbaden Tennis Open, Wiesbaden                            | Terra rossa | Tereza Martincová       | 6-1, 6-3      |

#### Sconfitte (10)
| Torneo $100.000 (1) |
| Torneo $80.000 (0)  |
| Torneo $75.000 (1)  |
| Torneo $60.000 (0)  |
| Torneo $50.000 (2)  |
| Torneo $25.000 (5)  |
| Torneo $15.000 (0)  |
| Torneo $10.000 (1)  |

| N.  | Data             | Torneo                                           | Superficie  | Avversaria in finale | Score            |
| 1.  | 16 luglio 2006   | Orterer Cup, Garching bei München                | Terra rossa | Sandra Martinović    | 7–6(5), 3–6, 2–6 |
| 2.  | 13 maggio 2007   | ITF Women's Circuit Antalya, Adalia              | Cemento     | Vojislava Lukić      | 3–6, 6(3)–7      |
| 3.  | 24 giugno 2007   | ITF Women's Circuit Fontanafredda, Fontanafredda | Terra rossa | Anna Korzeniak       | 5-7, 0-6         |
| 4.  | 31 agosto 2008   | Katowice Open, Katowice                          | Terra rossa | Lenka Wienerová      | 3-6, 2-6         |
| 5.  | 7 settembre 2008 | RC Sport Trophy, Brno                            | Terra rossa | Zuzana Ondrášková    | 4–6, 6–3, 2–6    |
| 6.  | 12 luglio 2009   | Zagreb Ladies Open, Zagabria                     | Terra rossa | Sandra Záhlavová     | 1–6, 6(4)–7      |
| 7.  | 8 luglio 2012    | Reinert Open, Versmold                           | Terra rossa | Annika Beck          | 3-6, 1-6         |
| 8.  | 17 maggio 2015   | ITF Women's La Marsa, La Marsa                   | Terra rossa | Romina Oprandi       | 3-6, 3-6         |
| 9.  | 12 giugno 2015   | Bursa Cup, Bursa                                 | Terra rossa | İpek Soylu           | 5-7, 6-3, 1-6    |
| 10. | 15 maggio 2016   | Empire Trnava Cup, Trnava                        | Terra rossa | Kateřina Siniaková   | 6(4)-7, 7-5, 0-6 |

### Doppio

#### Vittorie (4)
| Torneo $100.000 (0) |
| Torneo $80.000 (0)  |
| Torneo $75.000 (0)  |
| Torneo $60.000 (0)  |
| Torneo $50.000 (1)  |
| Torneo $25.000 (1)  |
| Torneo $15.000 (0)  |
| Torneo $10.000 (2)  |

| N. | Data              | Torneo                                    | Superficie  | Compagna         | Avversarie in finale                  | Score               |
| 1. | 31 agosto 2008    | Katowice Open, Katowice                   | Terra rossa | Lenka Wienerová  | Karolina Kosińska Aleksandra Rosolska | 5–7, 6–3, [10–3]    |
| 2. | 31 gennaio 2015   | Jolie Ville Golf Women's, Sharm El Sheikh | Cemento     | Melanie Klaffner | Caroline Rohde-Moe Midori Yamamoto    | 6-4, 6-4            |
| 3. | 13 febbraio 2015  | ITF Women's Circuit Trnava, Trnava        | Cemento (i) | Anna Maria Heil  | Michaela Hončová Lenka Juríková       | 6-4, 6-3            |
| 4. | 20 settembre 2015 | Open GDF SUEZ de Bretagne, Saint-Malo     | Terra rossa | Kristína Kučová  | Maria Marfutina Natal'ja Vichljanceva | 6(1)–7, 6–3, [10–5] |

#### Sconfitte (1)
| Torneo $100.000 (1) |
| Torneo $80.000 (0)  |
| Torneo $75.000 (0)  |
| Torneo $60.000 (0)  |
| Torneo $50.000 (0)  |
| Torneo $25.000 (0)  |
| Torneo $15.000 (0)  |
| Torneo $10.000 (0)  |

| N. | Data          | Torneo                    | Superficie | Compagna        | Avversarie in finale        | Score            |
| 1. | 3 maggio 2009 | Soweto Open, Johannesburg | Cemento    | Kristína Kučová | Naomi Cavaday Lesja Curenko | 2-6, 6-2, [9-11] |

## Vittorie contro giocatrici Top 10
| Stagione | 2010 | 2011 | 2012 | 2013 | 2014 | 2015 | 2016 | 2017 | 2018 | 2019 | 2020 | 2021 | 2022 | 2023 | 2024 | 2025 | Totale |
| Vittorie | 2    | 0    | 0    | 0    | 0    | 0    | 1    | 2    | 4    | 0    | 1    | 0    | 0    | 0    | 0    | 1    | 11     |

| #    | Giocatrice        | Ranking | Evento                        | Superficie      | Turno | Punteggio           | Rank. ASR |
| ---- | ----------------- | ------- | ----------------------------- | --------------- | ----- | ------------------- | --------- |
| 2010 |                   |         |                               |                 |       |                     |           |
| 1.   | Jelena Janković   | 9       | Monterrey Open, Monterrey     | Cemento         | 1T    | 5-7, 6-4, 6-4       | 72        |
| 2.   | Samantha Stosur   | 8       | China Open, Pechino           | Cemento         | 1T    | 2-6, 7-6(5), 7-5    | 55        |
| 2016 |                   |         |                               |                 |       |                     |           |
| 3.   | Garbiñe Muguruza  | 3       | US Open, New York             | Cemento         | 2T    | 7-5, 6-4            | 48        |
| 2017 |                   |         |                               |                 |       |                     |           |
| 4.   | Johanna Konta     | 7       | Stuttgart Open, Stoccarda     | Terra rossa (i) | 2T    | 6-3, 7-5            | 26        |
| 5.   | Karolína Plíšková | 3       | Madrid Open, Madrid           | Terra rossa     | 2T    | 6-3, 6-3            | 22        |
| 2018 |                   |         |                               |                 |       |                     |           |
| 6.   | Julia Görges      | 10      | Canadian Open, Montréal       | Cemento         | 3T    | 6-3, 7-6(2)         | 19        |
| 7.   | Elina Svitolina   | 7       | US Open, New York             | Cemento         | 4T    | 6-3, 1-6, 6-0       | 18        |
| 8.   | Sloane Stephens   | 3       | US Open, New York             | Cemento         | QF    | 6-2, 6-3            | 18        |
| 9.   | Naomi Ōsaka       | 8       | China Open, Pechino           | Cemento         | SF    | 6-4, 6-4            | 20        |
| 2020 |                   |         |                               |                 |       |                     |           |
| 10.  | Serena Williams   | 9       | Billie Jean King Cup, Everett | Cemento (i)     | Q     | 7-6(5), 3-6, 7-6(4) | 41        |
| 2025 |                   |         |                               |                 |       |                     |           |
| 11.  | Jessica Pegula    | 4       | Canadian Open, Montréal       | Cemento         | 3T    | 3-6, 6-4, 6-1       | 386       |

## Risultati in progressione
| Sigla | Risultato               |
| ----- | ----------------------- |
| V     | Vincitore               |
| F     | Finalista               |
| SF    | Semifinalista           |
| O     | Oro olimpico            |
| A     | Argento olimpico        |
| SF    | Bronzo olimpico         |
| QF    | Quarti di Finale        |
| 4T    | Quarto turno            |
| 3T    | Terzo turno             |
| 2T    | Secondo turno           |
| 1T    | Primo turno             |
| RR    | Round Robin             |
| LQ    | Turno di qualificazione |
| A     | Assente                 |
| ND    | Non disputato           |

| Legenda superfici    |
| -------------------- |
| Cemento              |
| Terra battuta        |
| Erba                 |
| Superficie variabile |

### Singolare
Aggiornato a fine WTA Tour 2023
| Torneo                     | 2009            | 2010            | 2011            | 2012            | 2013     | 2014     | 2015            | 2016            | 2017            | 2018            | 2019            | 2020            | 2021            | 2022            | 2023            | Titoli      | V-S         |
| -------------------------- | --------------- | --------------- | --------------- | --------------- | -------- | -------- | --------------- | --------------- | --------------- | --------------- | --------------- | --------------- | --------------- | --------------- | --------------- | ----------- | ----------- |
| Australian Open, Melbourne | A               | 1T              | 4T              | A               | Ritirata | Ritirata | Ritirata        | 2T              | 3T              | 2T              | 4T              | 1T              | 1T              | 1T              | A               | 0 / 9       | 10-9        |
| Roland Garros, Parigi      | 1T              | 1T              | 1T              | A               | Ritirata | Ritirata | A               | 2T              | 3T              | 1T              | 4T              | A               | 1T              | A               | A               | 0 / 8       | 6-8         |
| Wimbledon, Londra          | 1T              | 1T              | 1T              | A               | Ritirata | Ritirata | A               | 1T              | 2T              | 1T              | 2T              | ND              | 3T              | A               | A               | 0 / 8       | 4-8         |
| US Open, New York          | 2T              | 2T              | 1T              | Q3              | Ritirata | Ritirata | Q1              | QF              | QF              | SF              | 3T              | 2T              | 1T              | A               | A               | 0 / 9       | 18-9        |
| Totale                     | 1-3             | 1-4             | 3-4             | 0-0             | 0-0      | 0-0      | 0-0             | 6-4             | 9-4             | 6-4             | 9-4             | 1-2             | 2-4             | 0-1             | 0-0             | 0 / 34      | 38-34       |
| Giochi Olimpici            |                 |                 |                 |                 |          |          |                 |                 |                 |                 |                 |                 |                 |                 |                 |             |             |
| Giochi Olimpici            | Non disputati   | Non disputati   | Non disputati   | A               | Ritirata | Ritirata | ND              | A               | Non disputati   | Non disputati   | Non disputati   | Non disputati   | 1T              | Non disputati   | Non disputati   | 0 / 1       | 0-1         |
| WTA Finals                 |                 |                 |                 |                 |          |          |                 |                 |                 |                 |                 |                 |                 |                 |                 |             |             |
| WTA Finals                 | Non qualificata | Non qualificata | Non qualificata | Non qualificata | Ritirata | Ritirata | Non qualificata | Non qualificata | Non qualificata | Non qualificata | Non qualificata | Non qualificata | Non qualificata | Non qualificata | Non qualificata | 0 / 0       | 0-0         |
| WTA 1000                   |                 |                 |                 |                 |          |          |                 |                 |                 |                 |                 |                 |                 |                 |                 |             |             |
| Dubai / Doha               | A               | 2T              | 2T              | A               | A        | Rit.     | A               | 1T              | SF              | 3T              | 1T              | 1T              | A               | A               | A               | 0 / 7       | 8-7         |
| Indian Wells               | A               | 3T              | 2T              | A               | Q1       | Rit.     | A               | Q2              | 2T              | 4T              | 3T              | A               | 2T              | A               | A               | 0 / 6       | 7-6         |
| Miami                      | A               | Q2              | A               | A               | Q1       | Rit.     | A               | Q1              | 2T              | 3T              | 3T              | A               | QF              | A               | A               | 0 / 4       | 9-4         |
| Madrid                     | A               | A               | A               | A               | Ritirata | Ritirata | A               | A               | SF              | 2T              | 3T              | A               | 3T              | A               | A               | 0 / 4       | 9-4         |
| Roma                       | A               | A               | A               | A               | Ritirata | Ritirata | A               | A               | 2T              | 3T              | 1T              | 1T              | 2T              | A               | A               | 0 / 5       | 4-5         |
| Toronto/Montréal           | A               | A               | Q1              | A               | Ritirata | Ritirata | A               | A               | 2T              | QF              | 1T              | A               | 1T              | A               | A               | 0 / 4       | 4-4         |
| Cincinnati                 | A               | A               | Q2              | A               | Ritirata | Ritirata | A               | Q1              | 3T              | 1T              | 1T              | 1T              | Q2              | A               | A               | 0 / 4       | 2-4         |
| Tokyo / Wuhan              | Q2              | Q1              | 1T              | A               | Ritirata | Ritirata | A               | 1T              | 1T              | 1T              | 1T              | A               | A               | A               | A               | 0 / 5       | 0-5         |
| Pechino                    | A               | QF              | A               | A               | Ritirata | Ritirata | A               | 1T              | 1T              | F               | 1T              | A               | A               | A               | A               | 0 / 5       | 7-5         |
| Statistiche totali         |                 |                 |                 |                 |          |          |                 |                 |                 |                 |                 |                 |                 |                 |                 |             |             |
| Tornei giocati             | 9               | 16              | 18              | 1               | 2        | 0        | 3               | 20              | 25              | 21              | 21              | 10              | 20              | 2               | 2               | 172         | 172         |
| Titoli                     | 0               | 1               | 0               | 0               | 0        | 0        | 0               | 0               | 1               | 1               | 1               | 0               | 0               | 0               | 0               | 4           | 4           |
| Finali                     | 0               | 1               | 0               | 0               | 0        | 0        | 0               | 2               | 1               | 3               | 1               | 0               | 0               | 0               | 0               | 7           | 7           |
| V-P Totali                 | 5-9             | 21-15           | 12-18           | 0-1             | 2-2      | 0-0      | 5-3             | 21-20           | 37-24           | 40-19           | 28-20           | 2-10            | 22-19           | 1-2             | 4-2             | 201-165     | 201-165     |
| V %                        | 36%             | 58%             | 40%             | 0%              | 50%      | –        | 63%             | 51%             | 61%             | 68%             | 58%             | 17%             | 54%             | 33%             | 67%             | 55%         | 55%         |
| Ranking a fine anno        | 83              | 45              | 94              | 181             | -        | -        | 110             | 35              | 16              | 12              | 27              | 54              | 70              | 677             | 661             | $ 8.238.149 | $ 8.238.149 |